# Connie Conway

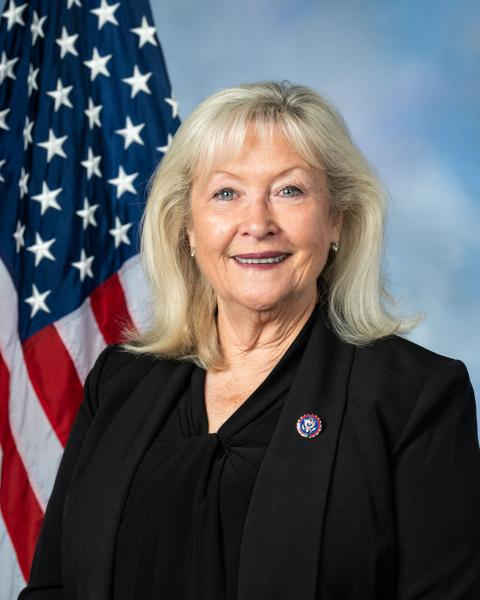
Connie Conway (2022)

Connie Marie Conway (* 25. September 1950 in Bakersfield, Kern County, Kalifornien) ist eine US-amerikanische Politikerin der Republikanischen Partei. Seit Juni 2022 vertritt sie den 22. Distrikt des Bundesstaats Kalifornien im Repräsentantenhaus der Vereinigten Staaten.

## Werdegang
Connie Conway absolvierte die San Joaquin Memorial High School in Bakersfield. Danach besuchte sie das College of the Sequoias in Visalia sowie die California State University in Fresno. Als Folge hat sie keinen Hochschulabschluss. Danach arbeitete sie unter anderem im Gesundheitssektor.

## Politik
Politisch schloss sie sich der Republikanischen Partei an. Von 2001 bis 2008 war sie Abgeordnete des Tulare County Board of Supervisors (Kreisrat). In dieser Zeit war sie auch Vorsitzende der California State Association of Counties (ähnlich dem deutschen Deutscher Landkreistag). Im Jahr 2008 wurde sie Mitglied der California State Assembly, deren Minority Leader sie von 2010 bis zu ihrem Ausscheiden 2014 war. Dor vertrat sie zuerst den 34. Wahlbezirk und ab 2012 den 25. Distrikt. 2019 wurde sie zum Executive Director United States Farm Service Agency des United States Department of Agriculture berufen. Diese Position musste sie 2021, nach der Abwahl Trumps, räumen.
Bei der Nachwahl 2022 für den 22. Kongresswahlbezirk wurde sie in das US-Repräsentantenhaus in Washington, D.C. gewählt, wo sie am 14. Juni 2022 die Nachfolge von Devin Nunes antrat, der sein Mandat am 1. Januar aufgegeben hatte, um die Leitung der Trump Media & Technology Group zu übernehmen. Sie konnte sich am 7. Juni mit 61,9 % gegen Lourin Hubbard von der Demokratischen Partei durchsetzen. Sie tritt nicht für die reguläre Wahl 2022 an. Dadurch wird sie das Repräsentantenhaus des 117. Kongresses zum Ende ihrer  Legislaturperiode am 3. Januar 2023 wieder verlassen.

### Ausschüsse
Sie ist zuletzt Mitglied in folgenden Ausschüssen des Repräsentantenhauses:
- Committee on Natural Resources
  - Energy and Mineral Resources
  - Water, Oceans, and Wildlife
- Committee on Veterans’ Affairs
  - Disability Assistance and Memorial Affairs